# Guldpennan (juridikpris)
Guldpennan är en utmärkelse som delas ut av Stig och Karin Centerwalls stiftelse till den som visat särskilt prov på civilkurage och premierar bedrifter inom det rättsliga området.

## Pristagare
- 1997 - Dennis Töllborg, jurist [källa behövs]
- 199? - Gunnar Andersson, jurist[2]
- 1998 - Jesus Alcalá, jurist och kulturskribent på Dagens Nyheter, Hagge Geigert, revymakare och kåsör och Olle Stenholm, journalist och radioman[3]
- 2000 - Per Lindeberg, journalist och Tomas Fischer, förläggare[4]